# The Complete Collection of I WiSH
The Complete Collection of I WiSH是I WiSH的歌曲全輯。台灣並未代理。

## 解說
- 以「I WiSH期間限定的復活！」為標語，在期間限定復活時所發表的專輯。

初回限定版乃將包裝的盒子擴張到可以裝入同時發售的單曲「LOVE SONGS 4 YOU」。也因為如此，盒子變得相當厚。

## 收錄曲[1]
Disc1
1. 迎向未來（明日への扉）
2. 星星相印（ふたつ星）
3. 約定的那一天（約束の日）
4. 向光輝未來前進（光が指す未來へ）
5. 不只是同學…。（クラスメイト以上…。）
6. SHA－LA－LA
7. 幸福之歌（幸せのうた）
8. 再一次...（もう一度...）
9. I wish
10. 迎向未來　Orchestra version（明日への扉　Orchestra version）

Disc2
1. 乘著夏日微風（サマーブリーズにのって）
2. 變成風兒！（風になれっ!）
3. 15歲的夏天（15の夏）
4. 夏日夢幻（夏の幻）
5. 你和我（キミと僕）
6. Best Friend
7. ☆閃亮☆（☆キラキラ☆）
8. Tomorrow
9. 乘著夏日微風(Sweet Palau Mix)（サマーブリーズにのって(Sweet Palau Mix)）
10. UTS-在這天空下（UTS-この世界の下で）

Disc3
1. December
2. Flower
3. FlowerII
4. 旅行的好日子（いい日旅立ち）
5. Precious days
6. 最後的家（最後のホーム）
7. 你踏上旅途那天春天的味道（あなたが旅立ったあの春のにおい）
8. 旅行的　好日子　－Tribute Version－（いい日　旅立ち　－Tribute Version－）
9. 分手的雨（さよならの雨）
10. 回不去的過往（帰らぬ日々よ）
11. I